# Abdallah Hamdok
Abdallah Hamdok (en arabe : عبد الله حمدوك), né en 1956 dans l'ancienne province de Kordofan, est un homme d'État soudanais. Il est Premier ministre du gouvernement de transition du 21 août 2019 au 25 octobre 2021 et du 21 novembre 2021 au 2 janvier 2022.
Économiste à la Banque africaine de développement puis à la Commission économique pour l'Afrique, il est nommé Premier ministre en août 2019 après la Révolution soudanaise. Le 25 octobre 2021, il est arrêté par des hommes armés lors d'un coup d’État avant d'être réinstallé dans ses fonctions un mois plus tard. Il démissionne ensuite en début d'année 2022.

## Biographie
Il est marié à Mona Abdullah.

### Études
Né en 1956 au Kordofan, Abdallah Hamdok a d'abord obtenu un baccalauréat en sciences de l'université de Khartoum, puis a rejoint la School of Economic Studies de l'université de Manchester, où il obtient un doctorat en économie.

### Carrière professionnelle

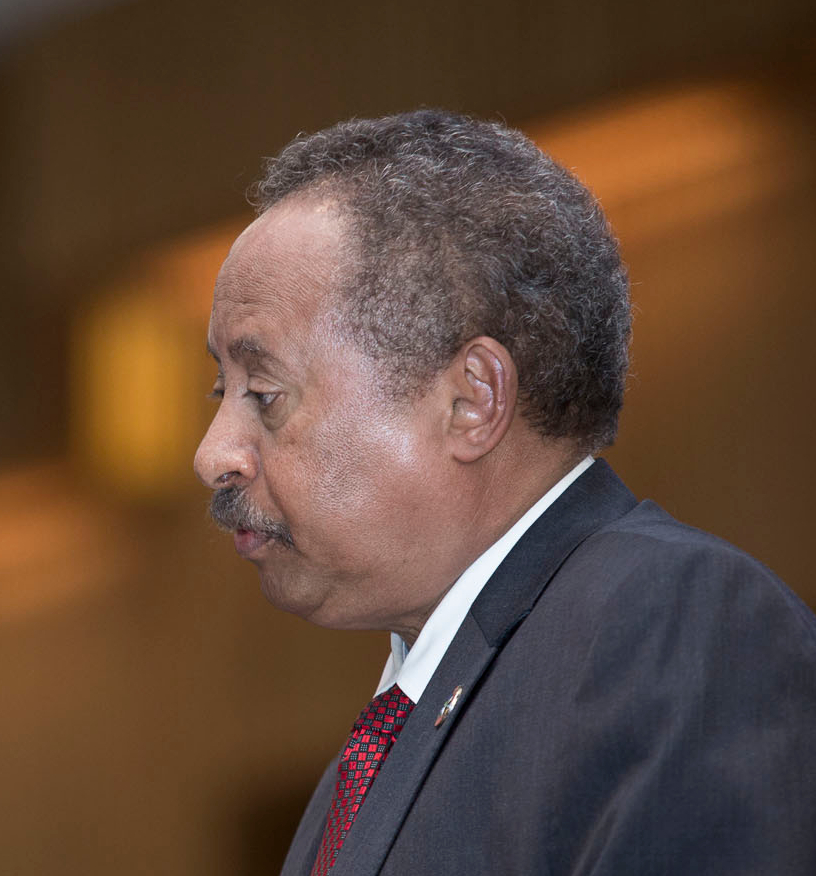
Abdallah Hamdok en 2017.

Dans les années 1980, Hamdok travaille au ministère des Finances soudanais, avant le coup d'État de 1989 ayant mené le général Omar el-Bechir au pouvoir. Il s'exile par la suite et rejoint le Zimbabwe où il travaille pour la société de conseils Deloitte.
De 2011 à 2018, il travaille comme secrétaire exécutif adjoint à la Commission économique pour l'Afrique, et a par ailleurs exercé à l'Organisation internationale du travail et à la Banque africaine de développement. En septembre 2018, il décline le poste de ministre des Finances, et conserve ainsi son poste à la CEA.

### Premier ministre du gouvernement de transition

#### Désignation
En août 2019, quatre mois après le renversement d'Omar el-Bechir dans le cadre de la révolution soudanaise, il est choisi comme Premier ministre du gouvernement de transition par l'Alliance pour la liberté et le changement, la principale coalition d'opposition,. Il prête serment le 21 août.

#### Premières mesures
Ses principaux mandats consistent à renouer avec les pays étrangers, en obtenant la fin des sanctions américaines, de même qu'avec le Fonds monétaire international (FMI). Il doit également diversifier l'économie et mettre fin aux conflits armés dans les six mois. Pour cela, il envisage de mettre en place une commission chargée de pourparlers de paix. Enfin, il promet la mise en place d'un gouvernement équilibré entre hommes et femmes et représentatif des différentes régions du pays.
Il forme son gouvernement le 5 septembre, composé de dix-huit ministres dont quatre femmes, dont Asma Mohamed Abdallah, qui occupe le poste régalien de ministre des Affaires étrangères. Le nouveau cabinet prête serment le 8 septembre.

#### Politique étrangère

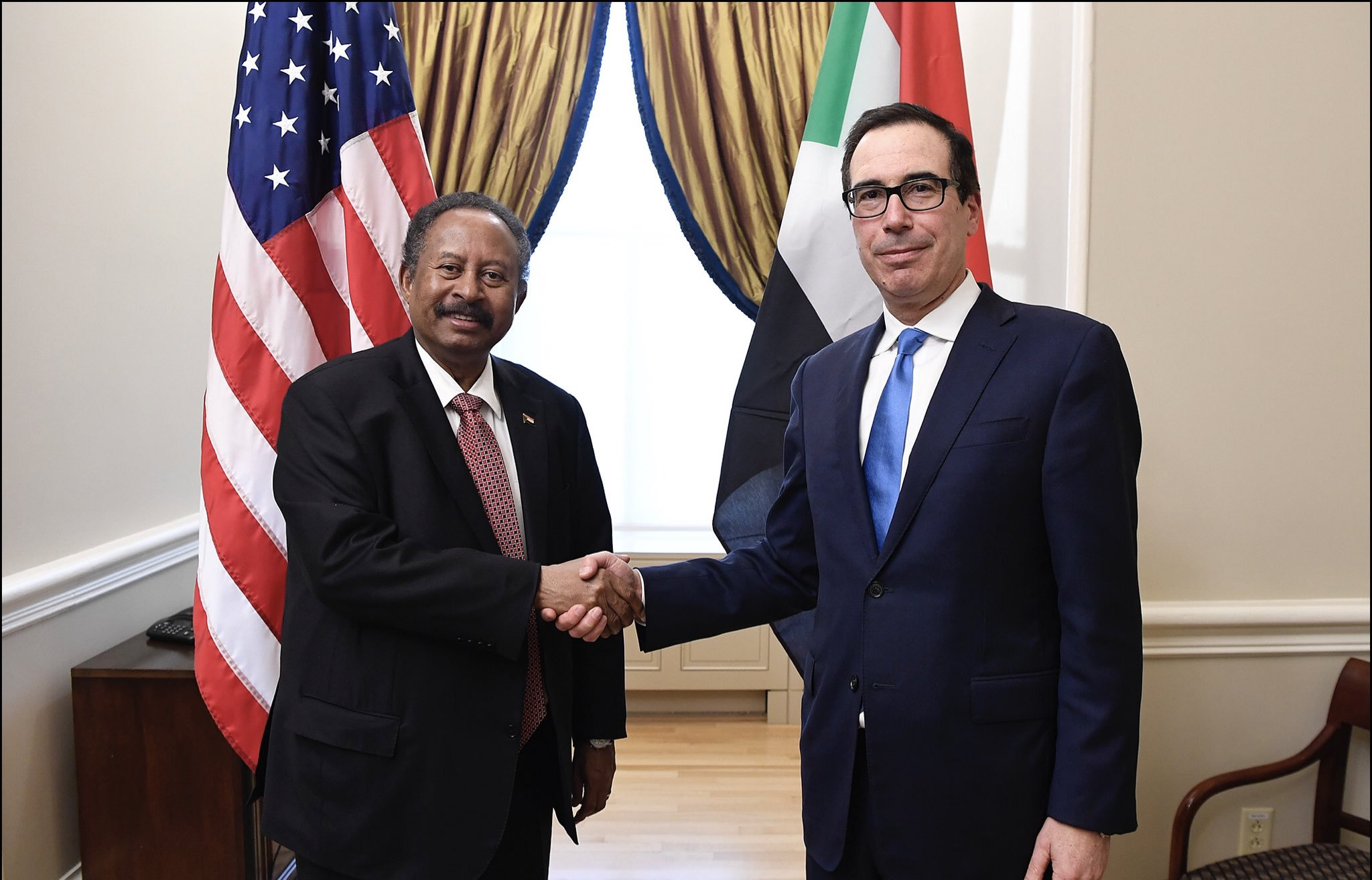
Abdallah Hamdok avec le secrétaire au Trésor des États-Unis, Steven Mnuchin.

Le 7 septembre, l'Union africaine lève la suspension du Soudan.
En décembre 2019, Hamdok se rend aux États-Unis. Il espère obtenir le retrait du pays de la liste des pays soutenant le terrorisme. Les États-Unis décident de nommer un ambassadeur à Khartoum pour la première fois en 23 ans.
À la différence du général Abdel Fattah al-Burhan, président du Conseil souverain, Abdallah Hamdok est opposé à un rapprochement diplomatique avec Israël.

#### Politique intérieure
Le 4 novembre 2019, il se rend au Darfour, région qu'il promet de pacifier. La revendications des habitants de transférer l'ex-président Bechir à la Cour pénale internationale restent cependant en suspens, du fait de l'opposition des militaires qui avaient pris le pouvoir en avril 2019.
Le 28 novembre, il annonce la dissolution de l'ancien parti au pouvoir, le Congrès national. Le 13 décembre, les syndicats du pays, proches de l'ancien pouvoir, sont dissous. La loi sur les châtiments corporels, inspirée par la charia, est également abrogée.
Le 9 mars 2020, il survit à un attentat à la bombe.
Le 7 mai, l'excision est pénalisée.
Le 9 juillet, après des manifestations, un remaniement est effectué avec le remplacement de onze ministres dont celui de la Santé, des Finances et des Affaires étrangères.
Il tente, sans succès, de placer sous le contrôle de l’État les entreprises gérées de façon opaque par l'armée.
En juin 2021, un accord avec le Fonds monétaire international (FMI) en échange d'une aide économique et de l'annulation d'une partie de la dette du Soudan insiste sur la nécessité de « réduire le rôle de l’État dans l’économie et mobiliser les investisseurs privés ». Il est également souligné, s’agissant des entreprises publiques, qu’une stratégie est nécessaire « pour déterminer lesquelles sont à privatiser ».

#### Coup d’État en 2021
Fin 2021, son gouvernement apparaît comme affaibli en raison des tensions avec l'armée, de la crise économique et de son impopularité. Les mesures d'austérité telles que la suppression des subventions sur les denrées de première nécessité, imposées par le FMI, accentuent la pauvreté en particulier dans les zones rurales. Le 21 septembre, une tentative de coup d’État menée par des officiers et des civils liés à l'ancien régime de Bechir aurait été repoussée. Courant octobre, des manifestations organisées à l'initiative d'une faction dissidente des Forces pour la liberté et le changement menée par un leader du Darfour, Mini Minawi, et Gibril Ibrahim, jusque-là ministre des Finances, réclament la prise du pouvoir par l'armée. Des manifestations pro-gouvernement civil sont organisées en retour, en particulier par le Parti communiste soudanais, qui lui même s'oppose au gouvernement d'Abdallah Hamdok et revendique la dissolution des milices des Forces de soutien rapide.
Quatre jours après des manifestations massives en soutien à la création d'un gouvernement civil, un coup d’État conduit à l’arrestation des dirigeants issus de la société civile dans la matinée du 25 octobre. Abdallah Hamdok est d’abord retenu chez lui avec son épouse, les putschistes cherchant à lui faire signer une déclaration de soutien au coup d’État. Devant son refus, il est emmené vers une destination inconnue. L'état d'urgence est décrété par le général Abdel Fattah al-Burhan et les communications (internet et téléphone) sont coupées. L'Association des professionnels soudanais (le principal groupe politique pro-démocratique du pays) et le Parti communiste appellent, peu avant que les communications ne soient interrompues, à la mobilisation pour faire échec au coup d'État. Des manifestations sont réprimées par l'armée, faisant plusieurs morts.
Sous la pression des manifestations et d'une partie de la communauté internationale, le régime militaire consent le 21 novembre à réintégrer Abdallah Hamdok dans sa fonction de Premier ministre après un mois de résidence surveillée. Il démissionne toutefois officiellement de ses fonctions le 2 janvier 2022.
En octobre 2023, environ six mois après le déclenchement du conflit opposant les généraux Abdel Fattah al-Burhan et Mohamed Hamdan Dogolo, devenus ennemis après avoir mené ensemble le putsch de 2021, Abdallah Hamdok fonde une coalition politique civile nommée « Taqaddom  ». Celle-ci rassemble des partis politiques, des syndicats et des organisations de la société civile parties prenantes dans la révolution soudanaise de 2018-2019. Son but est d’unir leur voix et faire pression sur les belligérants pour mettre fin à la guerre et proposer une alternative démocratique.